# بذلة
البِذْلَة(1) (الجمع: بِذْلَات) أو الحلة هي بالمعنى العصري، ثوب يتكون من أكثر من قطعة مصنوعة في الغالب من نفس نوع القماش، مثل معطف وبنطال وقد تزيد عليها قطع أخرى مثل ربطة العنق والقبعة ومعطف الوسط (أو ما يعرف بالصدرة)، وتعتبر البذلة زي رسمي يصلح في المناسبات الرسمية. ويرجع تاريخه إلى سنة 1855 في بريطانيا عهد الملك إدوارد السابع ملك المملكة المتحدة الذي يُعدّ أول من ارتدى هذا الزي المناسب.

## الملاحظات
1 - بِذلة بكسر الباء، وبالعامية: بدلة، بإبدال الذال دالا، وبفتح الباء أو بكسرها.